# Hans Schneider (MfS-Mitarbeiter)
Hans Schneider (* 25. Juli 1914 in Oberlosa; † 20. Juni 1972) war ein Oberst des Ministeriums für Staatssicherheit (MfS) in der Deutschen Demokratischen Republik (DDR). Er war Bezirksverwaltungsleiter des MfS in Chemnitz und Leipzig.

## Leben
Schneider erlernte nach dem Abschluss der Volksschule 1929 den Beruf des Schlossers. Nach seiner Lehrzeit war er zeitweise arbeitslos und arbeitete ab 1934 als Färber. 1936 wurde er zum Wehrdienst eingezogen, den er bis 1938 ableistete. Wenige Monate nach seiner Entlassung brach der Zweite Weltkrieg aus und er wurde erneut eingezogen. 1941 kehrte er nach Plauen zurück und arbeitete bis Kriegsende in der Metallverarbeitung.
Nach Kriegsende wurde Schneider Mitglied der Kommunistischen Partei Deutschlands (KPD) und wurde durch die Zwangsvereinigung der Sozialdemokratischen Partei Deutschlands (SPD) mit der KPD 1946 Mitglied der Sozialistischen Einheitspartei Deutschlands (SED).
Noch 1945 wurde Schneider von der Deutschen Volkspolizei (DVP) in Plauen eingestellt. 1949 ging er zur Verwaltung zum Schutz der Volkswirtschaft, dem Vorläufer des Ministeriums für Staatssicherheit (MfS), und wurde 1950 Leiter der Kreisdienststelle in Plauen. 1951 wechselte er nach Leipzig und wurde zunächst Abteilungsleiter in der dortigen Kreisdienststelle. 1951 stieg er in die Länderverwaltung Sachsen auf und wurde Leiter der Abteilung IV, zuständig für Spionageabwehr.
1952 wechselte er in die Bezirksverwaltung Karl-Marx-Stadt, wurde 1953 zum Oberst befördert und deren Leiter. 1958/59 besuchte Schneider die Parteihochschule der Kommunistischen Partei der Sowjetunion (KPdSU) in Moskau und wurde danach, als Nachfolger Kurt Rümmlers, Leiter der Bezirksverwaltung Leipzig. In dieser Funktion war er auch Mitglied der Bezirksleitung der SED.
1966 erkrankte Schneider schwer und ging 1968 in Rente.